# سد لانگیانگشیا
سد لانگیانگشیا (به لاتین: Longyangxia Dam) یک سد و نیروگاه برقابی در چین است که در ولایت خودمختار هاینان تبتی واقع شده است.